# DeFord Bailey

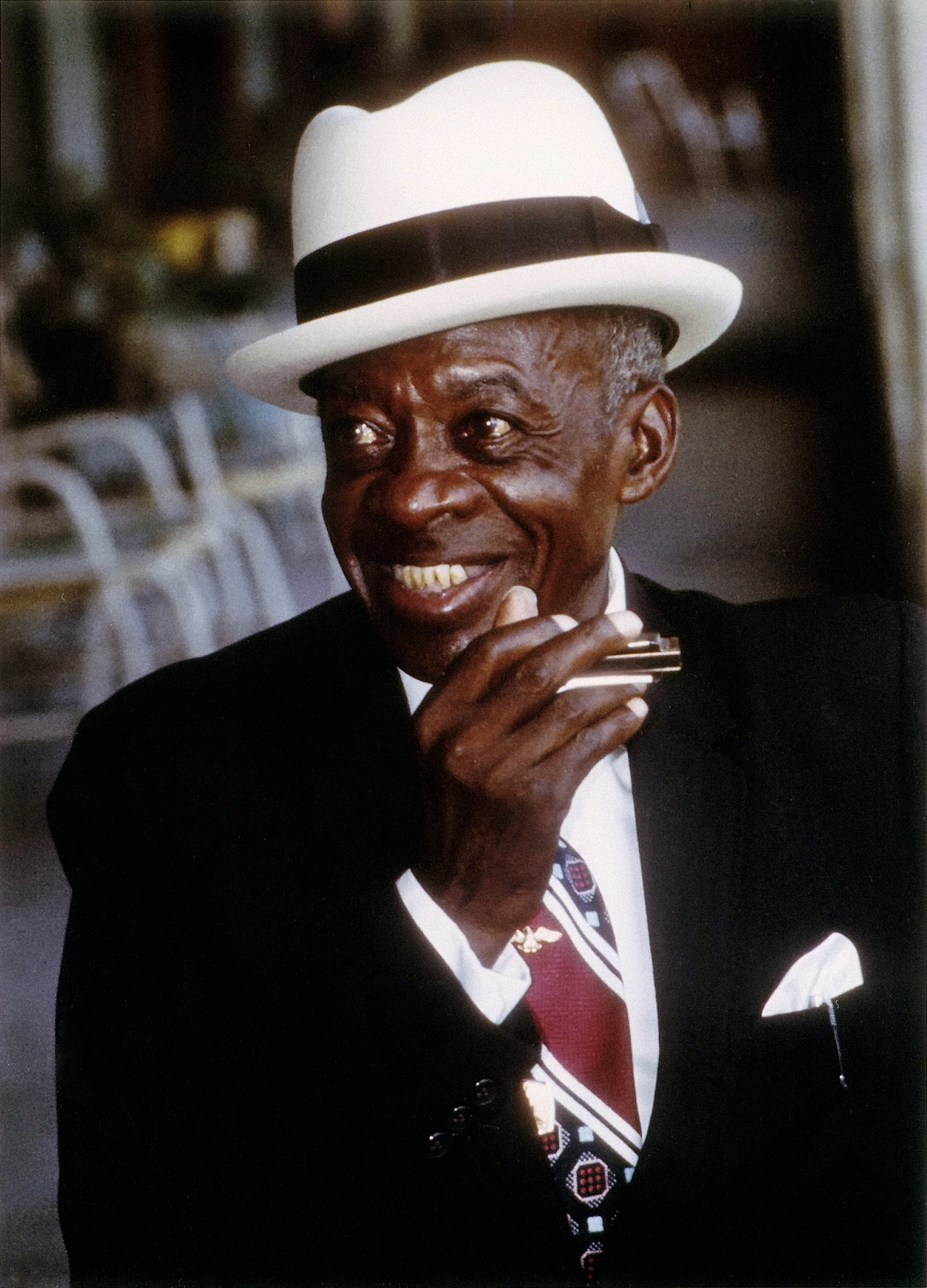
DeFord Bailey, 1970er Jahre

DeFord Bailey (* 14. Dezember 1899 in Carthage im Smith County in Tennessee; † 2. Juli 1982 in Nashville) war ein US-amerikanischer Old-Time-Musiker. Er gilt als Wegbereiter für schwarze Country-Musiker.

## Leben
DeFord Bailey wurde 1899 in Carthage im US-Bundesstaat Tennessee geboren. Durch eine Lähmungserkrankung im Kindesalter litt er an Kleinwüchsigkeit. Von seinem Vater und seinem Onkel erlernte er Banjo, Gitarre und Mundharmonika. 1925 entdeckte ihn der Mundharmonikaspieler Dr. Humphrey Bate und brachte ihn an die Grand Ole Opry in Nashville. Dort wurde er, obwohl Afroamerikaner, als Harmonica Wizard („Hexenmeister der Harmonika“) gefeiert. Besonders berühmt war sein Pan America Blues, bei dem er mit der Mundharmonika eine Lokomotive nachahmte. 1927 und 1928 nahm er einige Schallplatten auf.
1941 kam die Kündigung von der Grand Ole Opry. Der offizielle Opry-Standpunkt lautet, dass der Musiker aufgrund seiner Faulheit entlassen wurde. Angeblich weigerte er sich, neue Stücke in sein Repertoire aufzunehmen. Laut DeFord Bailey und seinen Anhängern waren aber rassistische Gründe – er wurde in seinen späteren Jahren nur noch als Maskottchen angekündigt und seine Auftrittszeit wurde immer mehr verkürzt – sowie DeFords finanzielle Forderungen (er verdiente pro Auftritt fünf Dollar) für die Kündigungen verantwortlich. Nach seiner Entlassung aus der Grand Ole Opry schlug sich DeFord Bailey als Schuhputzer in Nashville durch. Nur noch bei wenigen Gelegenheiten, etwa wenn es ein Special von Countrystars aus den frühen Tagen dieser Musik in der Grand Ole Opry gab, trat er öffentlich auf. DeFord Bailey starb 1982 in Nashville. Zu seinem Begräbnis erschienen viele alte Countrystars, etwa Roy Acuff oder Bill Monroe.
DeFord Bailey gilt als Wegbereiter für schwarze Country-Musiker wie Charley Pride, Stoney Edwards und O.B. McClinton. Bill Monroe, der Vater der Bluegrass-Musik zählte DeFord Bailey stets zu seinen großen Vorbildern. Pan American Blues wurde 2007 in die Grammy Hall of Fame aufgenommen. 2005 ist Bailey in die Country Music Hall of Fame aufgenommen worden.

## Aufnahmen und Diskographie
- 1927: Session für Columbia Records in Atlanta: Pan American Blues und Hesitation Blues – die zwei Aufnahmen wurden aber nie veröffentlicht.
- 1927: Brunswick und Vocalion Records in New York: Pan American Blues, Dixie Flyer Blues, Muscle Shoals Blues, Evening Prayer Blues, Up Country Blues, Old Hen Cackle, Alcoholic Blues und Fox Chase – veröffentlicht in der 100 Songs of Dixie-Serie von Brunswick.
- 1928: Victor in Nashville: Von den acht aufgenommenen Nummern wurden von Victor nur Ice Water Blues, Davidson County Blues und John Henry veröffentlicht.
- Zwischen 1974 und 1976 erlaubte Bailey David Morton einen großen Teil seines Repertoires aufzunehmen. Die Aufnahmen umfassen sowohl Mundharmonika- als auch Gitarreaufnahmen und wurden von der Tennessee Folklore Society veröffentlicht.[2][3]
- 1993 Harp Blowers 1925 - 1936 (11 Titel von DeFord Bailey) Document
- 1998 The Legendary DeFord Bailey: Country Music's First Black Star Tennessee Folklore Society
- 2005 Harmonica Showcase De Ford Bailey and D.H. 'Bert' Bilbro 1927-31 Matchbox MSE-218
- 2007 Best of Blues vol. 1: Harmonica Genius Deford Bailey MP3-Download

## Liste der Songs
| - Alberta, Don't Grieve about a Dime - Alcoholic Blues - Amazing Grace - Black Man Blues (Gitarre) - Bunch of Blues - Bye Bye Blackbird - Casey Jones - Comin' 'Round the Mountain (Harmonika und Banjo) - Cow Cow Blues - Cry Holy unto the Lord - Davidson County Blues - Dixie Flyer Blues - Early in the Morning - Evening Prayer Blues - Every Time I Feel the Spirit - Fox Chase - Get Out and Get under the Moon - Gonna Eat at the Welcome Table Some of These Days - Good News - Gotta See Mama Every Night - Greyhound Blues (Gitarre) - Guitar Blues (Gitarre) | - Has the Cat Got the Whoopin' Cough and the Dog Got the Measles - Hesitation Blues - Howling Blues (Gitarre) - Ice Water Blues - I'll Fly Away - In the Evening - In the Sweet Bye and Bye - It Ain't Gonna Rain No More - John Henry - Kansas City Blues (I'm Going to Kansas City) (Gitarre und Harmonika) - Little Sally Gooden - Lost John (Harmonika und Banjo) - Muscle Shoals Blues - My Blue Heaven - Nashville Blues - Nice Like That - Old Hen Cackle - Old Joe Clark - Old Time Religion - Over in the Glory Land - Pan American Blues | - A Prayer (Gitarre) - Rattlesnake Blues (Gitarre und Harmonika) - Sally Long - Sally Sittin' in a Saucer - Shake That Thing - Shoe Shine Boy Blues - Sitting on Top of the World - Soup Cow, Come Get Your Nubbins, Eat That One Up and Come Get Another One - Sweet Marie - Swing Low, Sweet Chariot - Up Country Blues - Way Down upon the Swanee River - When the Saints Go Marching In - Whoa, Mule, Whoa - Wood Street Blues - The Worry Blues (Gitarre) - Yes, Sir, That's My Baby |